# 1966年新加坡
|        | 新加坡歷史 |
| 世紀： | 19世紀新加坡 \| 20世紀新加坡 \| 21世紀新加坡                                                                                                 |
| 年代： | 1930年代新加坡 \| 1940年代新加坡 \| 1950年代新加坡 \| 1960年代新加坡 \| 1970年代新加坡 \| 1980年代新加坡 \| 1990年代新加坡                   |
| 年份： | 1962年新加坡 \| 1963年新加坡 \| 1964年新加坡 \| 1965年新加坡 \| 1966年新加坡 \| 1967年新加坡 \| 1968年新加坡 \| 1969年新加坡 \| 1970年新加坡 |
| 紀年： | 丙午年（马年）、新加坡开埠147周年、新加坡独立1周年                                                                                           |

下表整理了1966年新加坡發生的事件，包括政府主要官员、各月大事记和当年出生及逝世的人物。

## 领导人
- 總統: 尤索夫·伊萨
- 總理: 李光耀

## 大事紀

### 4月
- 4月12日：新加坡與緬甸建交。
- 4月26日：新加坡與日本建交。

### 8月
- 8月17日：新加坡與巴基斯坦建交。

## 出生
- 彭耀順（1966年1月8日－），新加坡著名演員
- 李偉菘（1966年7月24日－），出生於新加坡，著名的華語流行音樂作曲家與音樂制作人。